# Guardia (armi)

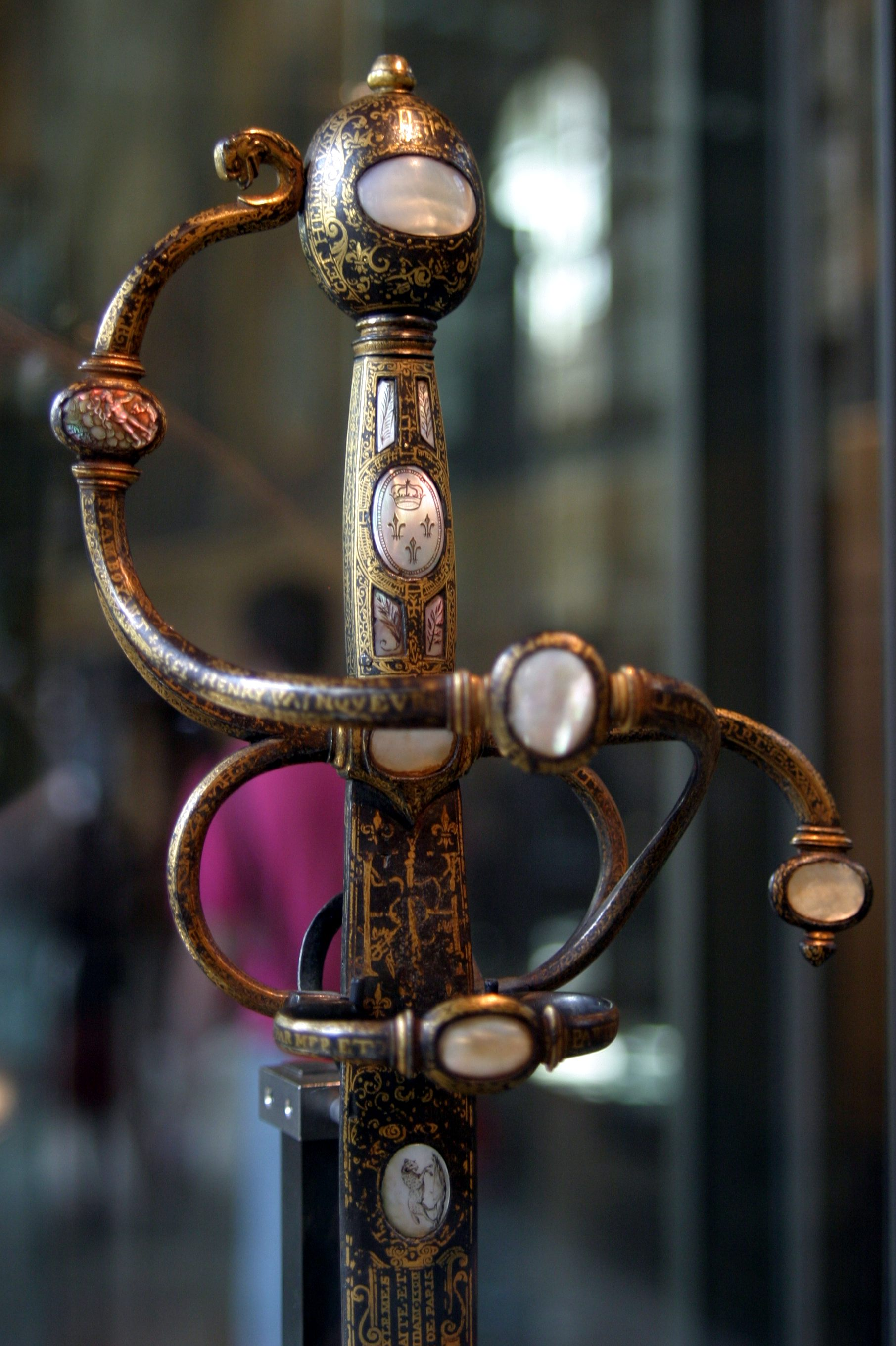
Elegantissima guardia di una spada da lato decorata con i gigli del Regno di Francia - Musée de l'Armée (Parigi)

La guardia è la parte dell'elsa di un'arma bianca manesca deputata alla protezione della mano dell'utente. Nell'immaginario collettivo, è precipua della spada e della daga, di dimensioni e foggia molto più contenute nel coltello. Nel subcontinente indiano impugnature con guardia vennero però utilizzate anche per altre tipologie di armi bianche manesche come la mazza d'armi e la scure d'arcione.

## Storia

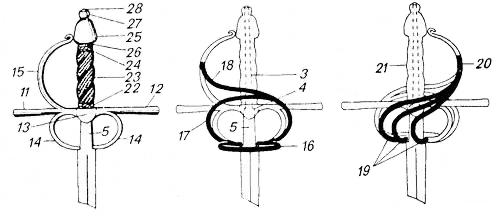
Diagramma di guardia a crociera con ricco fornimento di ponti ed archetti - ill. di Wendelin Boeheim (1890)

Fu nei primi due secoli dell'Età Moderna (Cinquecento e Seicento) che la guardia visse i suoi maggiori exploit, raggiungendo, in Europa, ineguagliati livelli di complessità e raffinatezza.

Grande promotore di questo sviluppo fu il diffondersi, durante il Rinascimento, di una pratica schermistica che ormai considerava la spada d'uso "civile", da portarsi cioè all'interno dello spazio urbano nella quotidianità, come diversa dalla spada "militare". Arma urbana per antonomasia fu la spada da lato, sviluppatasi in Italia ed in Spagna (i paesi cioè caratterizzati da un'endemica diffusione del bravismo), la cui elsa, destinata ad un utente la cui mano non era protetta dal guanto d'arme, sviluppò accorgimenti difensivi via via più complessi ed "avvolgenti".

Nel XVII secolo il diffondersi della striscia ratificò le scelte estetiche della guardia cinquecentesca portandole alla loro estrema evoluzione. Alla guardia "spezzata" tipica delle armi italiane si affiancarono esemplari più pesanti ed avvolgenti, capaci di garantire una maggior protezione della mano: la scuola schermistica spagnola sviluppò la guardia "a tazza" (anche "a coppo"), mentre quella germanica preferì la guardia "a valve" poi raffinata nel celebre fornimento "alla Pappenheimer". Il successo in ambito civile di queste guardie sempre più elaborate convinse anche i militari a far uso dei medesimi accorgimenti per le armi, solitamente più pesanti (v. spadona), in uso nel teatro bellico europeo. La guardia spezzata italica, tramite la spadona tipo schiavona funse così da archetipo per lo sviluppo delle spade con elsa a cesto, armi nelle quali la guardia dipartiva dalla crociera congiungendosi con il pomolo per garantire una totale copertura della mano. Parallelamente, il ricorso alle valve protettive si fece tipico delle armi destinate alla cavalleria pesante (v. Bilbo e Reitschwert).

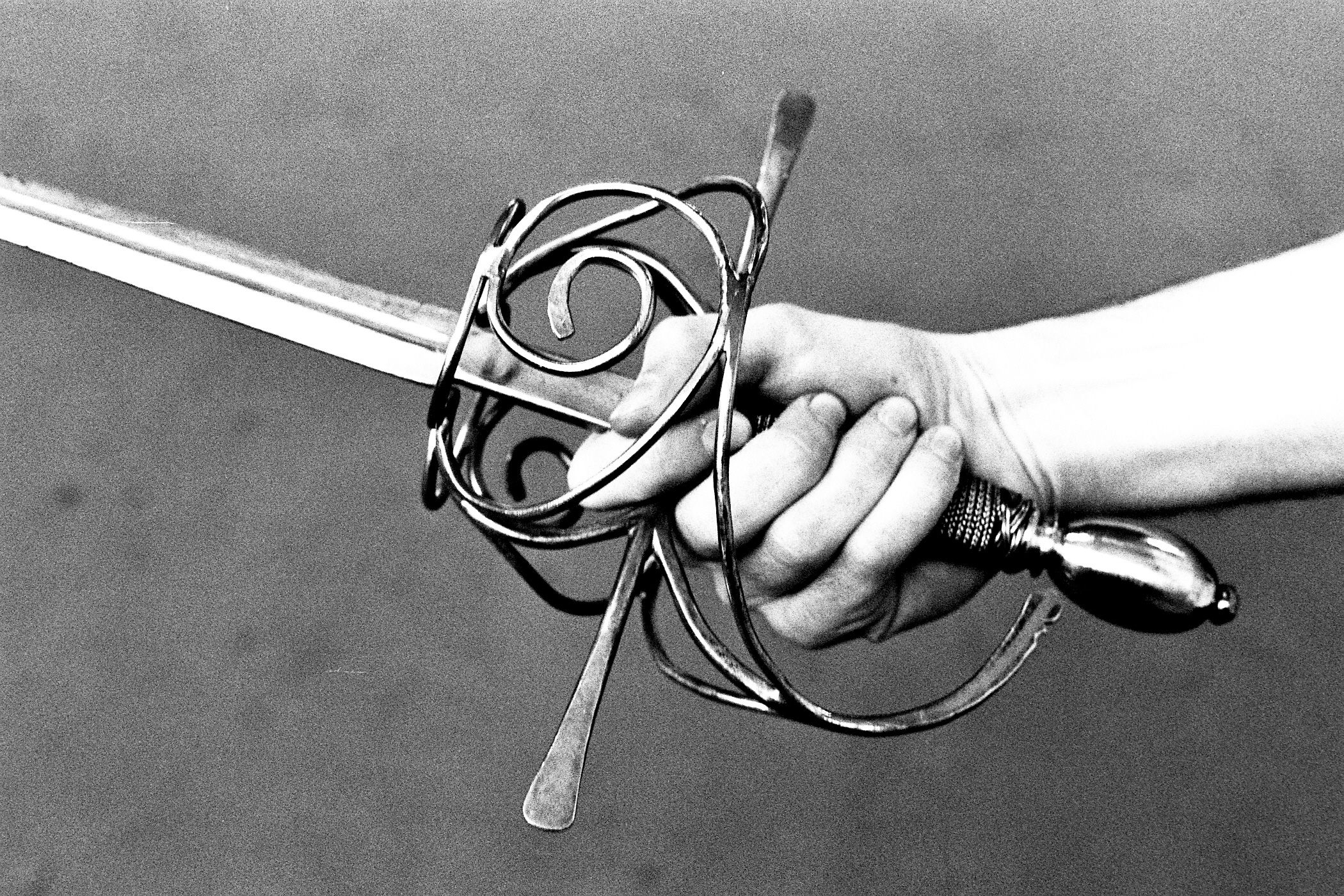
Guardia aperta, anche Guardia "spezzata" (Italia)
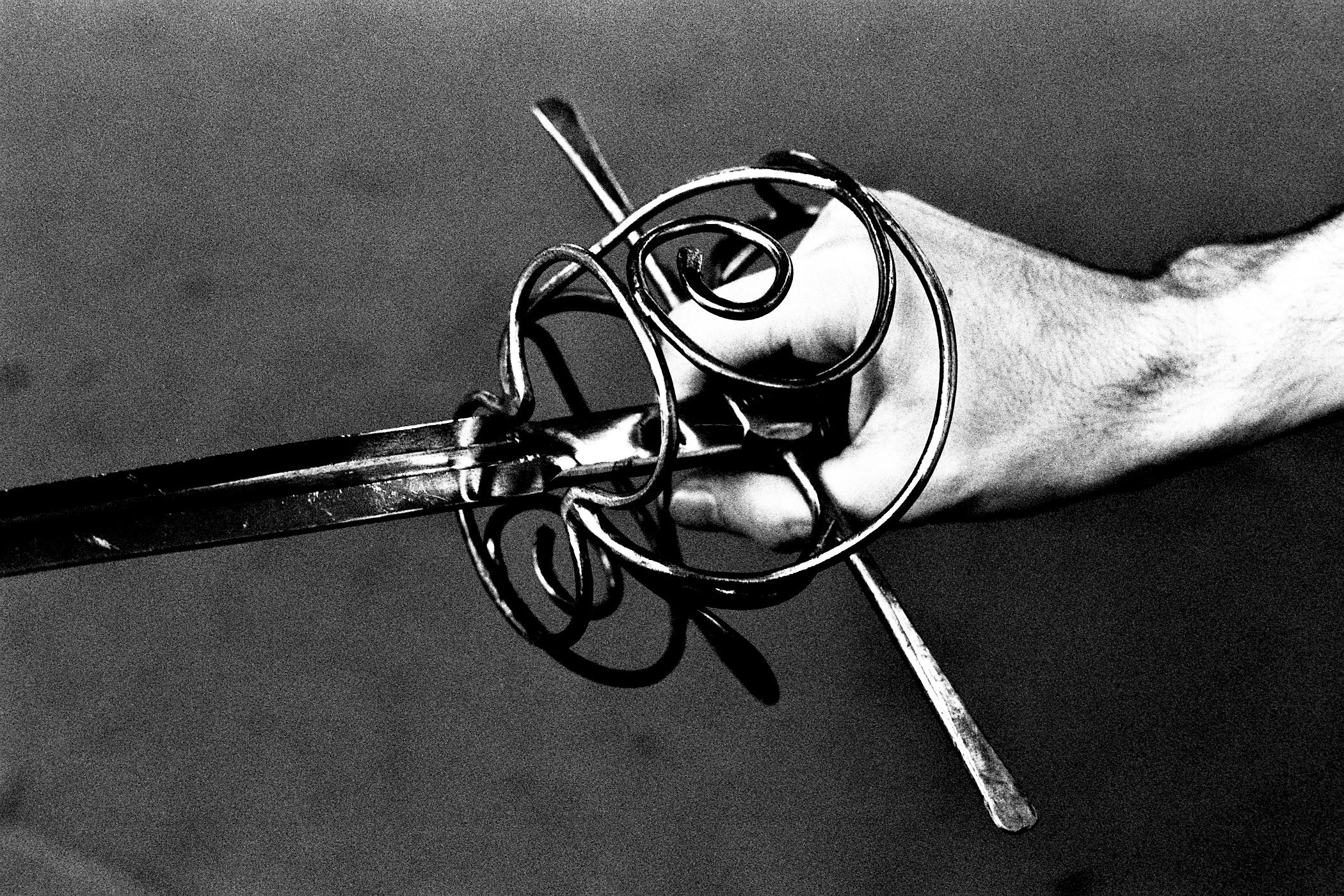
Idem
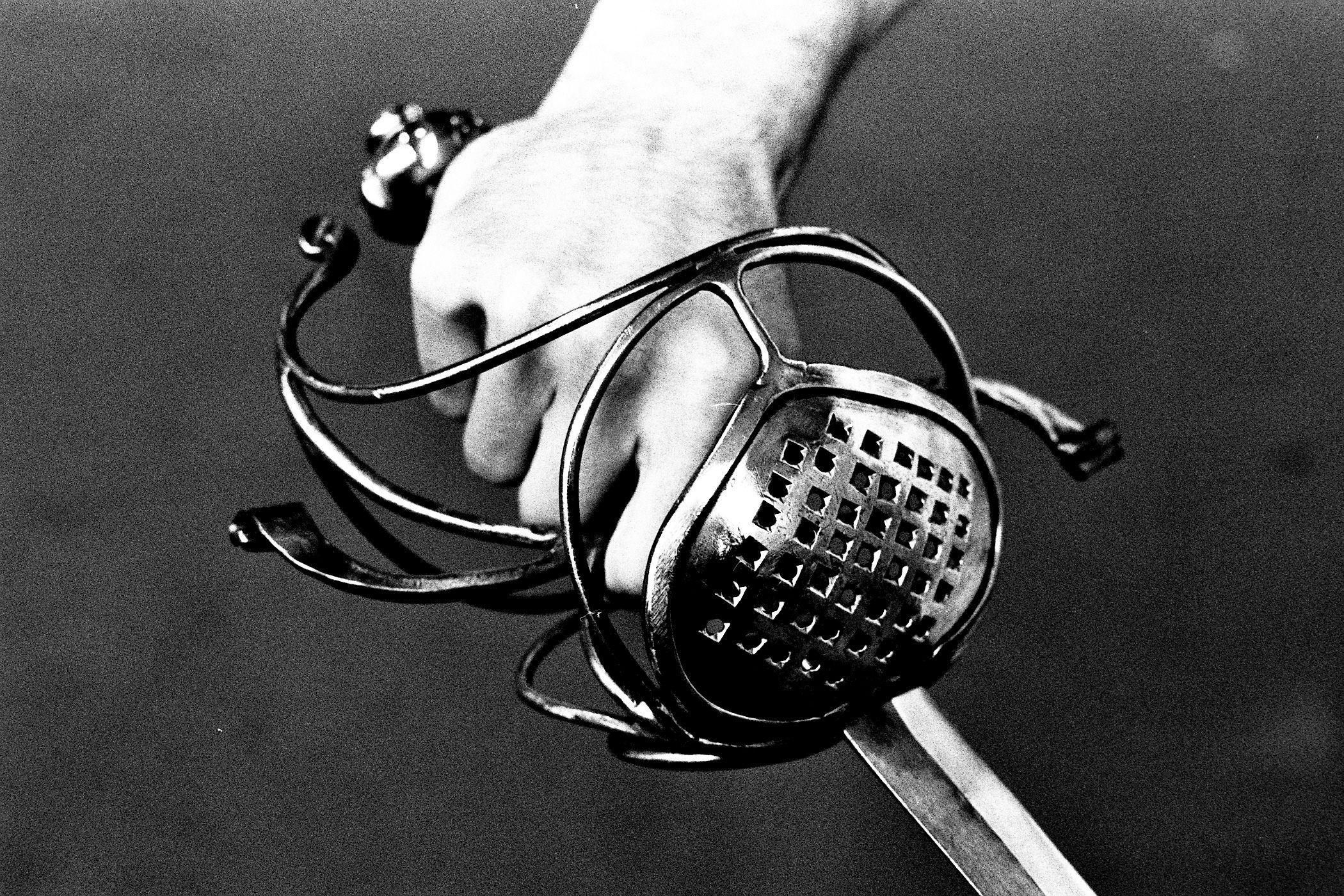
Guardia "Pappenheimer" (Germania)
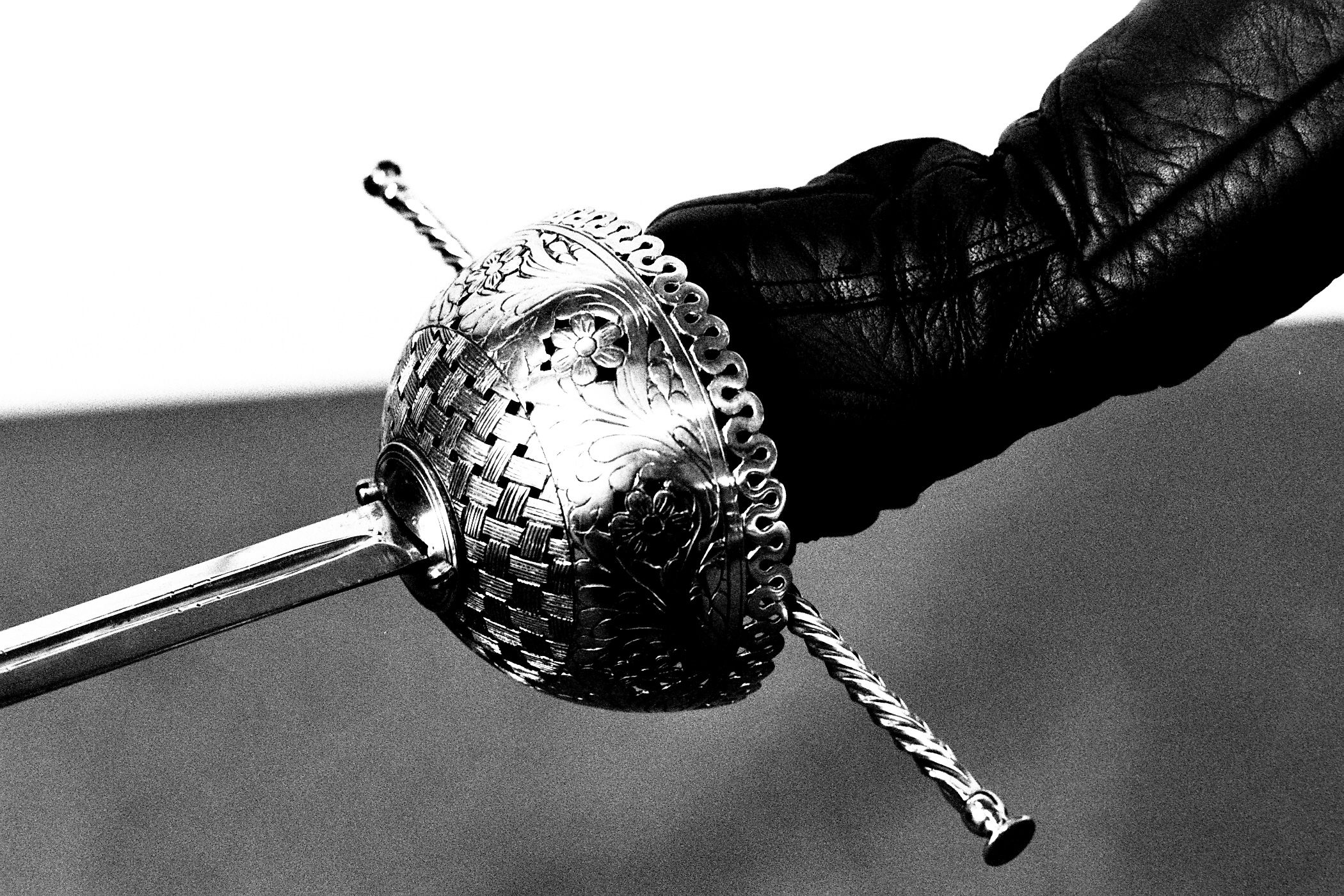
Guardia a coppo (Spagna)